# Сучжоу (Аньхой)
Сучжоу (кит. спр. 宿州市, піньїнь: Sùzhōu Shì) — місто-округ в китайській провінції Аньхой. 

## Географія
Сучжоу розташовується у північній частині провінції.

### Клімат
Місто знаходиться у зоні, котра характеризується вологим субтропічним кліматом. Найтепліший місяць — липень із середньою температурою 27.9 °C (82.2 °F). Найхолодніший місяць — січень, із середньою температурою 1.4 °С (34.5 °F).
| Клімат Сучжоу           | Клімат Сучжоу | Клімат Сучжоу | Клімат Сучжоу | Клімат Сучжоу | Клімат Сучжоу | Клімат Сучжоу | Клімат Сучжоу | Клімат Сучжоу | Клімат Сучжоу | Клімат Сучжоу | Клімат Сучжоу | Клімат Сучжоу | Клімат Сучжоу |
| Показник                | Січ.          | Лют.          | Бер.          | Квіт.         | Трав.         | Черв.         | Лип.          | Серп.         | Вер.          | Жовт.         | Лист.         | Груд.         | Рік           |
| Середня температура, °C | 1,4           | 3,1           | 8,7           | 15,4          | 21            | 25,6          | 27,9          | 27,4          | 22,3          | 16,6          | 9,8           | 3,6           | 15,2          |
| Норма опадів, мм        | 19.3          | 26.8          | 43.8          | 56.6          | 60.5          | 99.5          | 243.4         | 136.1         | 85.3          | 45.8          | 28.9          | 15.1          | 861.1         |
| Днів з опадами          | 4,9           | 6,5           | 7,9           | 9,5           | 8,6           | 9             | 14,1          | 11            | 9,9           | 7,8           | 7,1           | 5,5           | 101,8         |
| Вологість повітря, %    | 65.6          | 66.6          | 64.9          | 66.9          | 66.6          | 68.8          | 80.7          | 80.4          | 76.7          | 73.2          | 70            | 66.5          | 70.6          |
| ----------------------- | ------------- | ------------- | ------------- | ------------- | ------------- | ------------- | ------------- | ------------- | ------------- | ------------- | ------------- | ------------- | ------------- |
| Джерело: Weatherbase    |               |               |               |               |               |               |               |               |               |               |               |               |               |

## Адміністративний поділ
Префектура поділяється на 1 район та 4 повіти:
| Карта                      | Карта   | Карта    | Карта            |
| -------------------------- | ------- | -------- | ---------------- |
| Даншань Сяо Юнцяо Лінбі Си |         |          |                  |
| Статус                     | Назва   | Оригінал | Населення (2020) |
| Район                      | Юнцяо   | 埇桥区   | 1 766 285        |
| Повіт                      | Даншань | 砀山县   | 765 564          |
| Повіт                      | Лінбі   | 灵璧县   | 974 720          |
| Повіт                      | Си      | 泗县     | 763 310          |
| Повіт                      | Сяо     | 萧县     | 1 054 597        |